# Замок Эстрелья
Замок Эстрелья (исп. Castillo de la Estrella) — замок IX века, расположенный в муниципалитете Монтьель провинции Сьюдад-Реаль, автономное сообщество Кастилия-Ла-Манча, Испания. Замок был возведён в конце IX века на высокой скале на месте мавританской крепости, которая в 1228 году перешла в руки христиан.

## История
Замок был возведён в эпоху Омейядов; на тот момент комплекс представлял собой вытянутый ромб с большим количеством квадратных башен по периметру. Примерно в XI—XII веках, при Альморавидах было возведено ещё несколько башен. Достоверно известно, что при Тайфе Толедо весь фасад был облицован плиткой. В 1214 году замок в ходе Реконкисты переходит в руки христиан — а именно ордена Сантьяго. Эстрелья выдерживал христианскую осаду в течение долгого времени, а потому в ходе последнего штурма часть стен и башен были разрушены. Рыцарям пришлось спешно восстанавливать укрепление, но впоследствии крепость снова заняли мавры. После окончательного изгнания противника из Сьюдад-Реаля при Альфонсо VIII весь комплекс стал владением короны, а затем возвращён ордену.

### Битва при Монтьеле и последствия
В период Столетней войны неподалёку от замка 14 марта 1369 года произошла Битва при Монтьеле между Педро Жестоким, поддерживаемым испанскими и африканскими арабами, и Энрике II. Сражение для Педро стало неудачным — его армия была разгромлена — а потому король решил спрятаться у рыцарей. Несмотря на выгодное положение и хорошую защиту, Эстрелья не мог долго выстоять по причине нехватки продовольствия, вследствие чего Педро был вынужден сдаться. Хотя версий его гибели несколько, все они согласуются в том, что Кастильский монарх был схвачен уже после того, как он покинул территорию замка. Убитый Педро I был похоронен перед замком, но в 1374 году его тело было перезахоронено в Севилье. Дальнейшая история замка вплоть до XXI века неизвестна.
8 февраля 2012 года частично разрушенный замок Эстрелья был выкуплен у его частных владельцев группой благотворителей и передан во владение муниципалитету. В том же году вокруг замка начались археологические раскопки, были предприняты меры по сохранению и восстановлению замка, хотя по состоянию на 2014 год, никакой информации о сроках завершения восстановления неизвестно, тем не менее посещение Эстрелья является свободным.

## Описание
Замок выстроен в виде овала на высокой скале, на которой практически отсутствует высокая растительность, обеспечивая неприступность и доминирующее положение крепости над близлежащей территорией. Замок можно чётко разделить на две части: арабскую и христианскую. Также в 2013 году было установлено, что в средние века у стен Эстрельи находилась деревня.
Арабская часть
От первых владельцев Эстрельи сохранилось большая часть ныне стоящих крепостных стен, а также десять квадратных башен, высотой от семи до десяти метров и оборудованных машикулями.
Христианская часть
Рыцарями Сантьяго была проведена крупная перестройка на рубеже XIII—XIV веков. Ими было возведено несколько башен во внутреннем дворе. Эти башни, стоящие в среднем на расстоянии до 150 метров от мавританской стены, являются либо квадратными, либо полукруговыми. В них, в отличие от арабских башен, проделано большое количество бойниц и окон, входных дверей, а также вокруг был выкопан неглубокий ров.